# Giuseppe Ettore Viganò
Giuseppe Ettore Viganò (Tradate, 27 aprile 1843 – Firenze, 8 agosto 1933) è stato un generale e politico italiano.

## Biografia
Nacque il 27 aprile 1843 a Tradate.
Fu vice-governatore dell'Eritrea nel 1897, Ministro della Guerra del Regno d'Italia nella prima parte del governo Giolitti III e direttore dell'Istituto Geografico Militare, nonché Senatore del Regno in diverse legislature.
Sposò il 24 settembre 1906 Ernestina Dal Cò, docente ed ex direttrice scolastica.
Morì l'8 agosto 1933 a Firenze.